# 张影
张影（1998年8月29日—），安徽人，中国女子曲棍球运动员。她曾代表中国国家队参加2020年夏季奥林匹克运动会曲棍球比赛，结果队伍获得第九名。